# Мануш
Мануш Васкес, (нар. Марсія Ніколь Барандшай 29 травня 1971 року у Сент-Марі-де-ла-Мер) — французька актриса та співачка ромських пісень.

## Життєпис

### Юність
Її мати — циганка-сінті ашкалійського походження а батько — американець німецького походження. У дитинстві вона кілька разів переїжджала і жила в Гарлемі у Північній Голландії, Кельні та Білі. У вісімнадцять років Мануш стала моделлю, але за два роки припинила роботу після дорожньо-транспортної пригоди, в результаті якої на животі та ногах залишилися шрами.

### Кінокар'єра
Мануш розпочала свою кінокар'єру у 1997 році. У 2000 році їй запропонували роль німфоманки у фільмі Амелі Жана-П'єра Жене, який відкрив для неї багато дверей у кіно- та телевізійній індустрії. Мануш переважно відома своїми ролями у бойовиках та фільмах жахів або тих, які можуть бути напруженими та важкими для гри. У 2004 році вона зіграла воїна Карту у фільмі « Ангел смерті 2», а потім у «Легенді про Місячну гору» режисера Тіма Роуза. Також вона знялася у фільмах Маріани Дорі «Канібал» (2006), «Барикада Тимо Роуз» (2007) та " Philosophy of a Knife Andrieja Iskanowa (2008).
Мануш здобула нагороду за найкращу жіночу роль другого плану у 2011 році на PollyGrind Film Festival у Лас-Вегасі за роль Ольги у фільмі The Super.

### Музична кар'єра
Починала як співачка з кіберпанку. На додаток до акторської кар'єри, вона працювала співачкою у гурті «Ціанідні рятівники» зі своїм чоловіком Крісом Васкесом.
У 2016 та 2017 роках вона записала 2 пісні з британською групою Bronski Beat та американським продюсером Man Parrish.

## Особисте життя
Мануш вийшла заміж за Кріса Васкеса у 2006 році. Вони живуть у Нью-Йорку.

## Фільмографія
- 1998 : Engagement
- 1999 : Time To Kill
- 1999 : Einer geht Noch
- 2000 : Amelia
- 2001 : Wolf im Schafspelz
- 2002 : Champion
- 2002 : Crossclub. Project Genesis
- 2003 : Hinter Schloss und Riegel
- 2004 : Angel of Death
- 2004 : Criminal Court: Temple of Lust
- 2004 : Moonlight Mountain
- 2005 : Freunde für immer
- 2006 : Cannibal
- 2006 : Traumjob
- 2006 : Barricade
- 2007 : Fearmakers
- 2007 : Zombie Reanimation
- 2007 : The Shrieking
- 2007-2013 : The Tourist albo Ingression
- 2008 : Philosophy of a Knife
- 2008 : Popular
- 2008 : The Turnpike Killer
- 2008 : Craig
- 2008 : Uncut!
- 2008 : Necronos. Tower of Doom
- 2008 : Beast
- 2009 : Little Big Boy – The Rise and Fall of Jimmy Duncan
- 2009 : La petite mort
- 2009 : Game Over
- 2009 : Unrated
- 2009 : Cats
- 2009 : Zombie Reanimation
- 2010 : 15 Till Midnight
- 2010 : Traveler
- 2010 : Avantgarde
- 2010 : Non Compos Mentis
- 2010 : Little Big Boy
- 2010 : Ingression
- 2011 : The Super
- 2011 : What's your poison
- 2012 : When blackbirds fly
- 2012 : Survive
- 2012 : Devil moon
- 2013 : Four of a kind
- 2013 : Caedes
- 2013 : Vengeance Doloreuse
- 2014 : In fear of
- 2014 : Blood Valley: Seed's Revenge
- 2014 : Sex, Blood and Fairy Tales
- 2014 : Carpaneda
- 2014 : The Curse of Doctor Wolffenstein
- 2014 : Gefahr
- 2015 : Fenster zum Hof
- 2015 : The Sight
- 2016 : Blood on the Reel
- 2016 : Bittersweet Revenge
- 2016 : Amor Kills
- 2016 : Andrey Iskanov's Visions of Suffering: Uroboros
- 2016 : Andrey Iskanov's Visions of Suffering
- 2017 : Night of the Magician
- 2017 : Gelosia (Włochy)
- 2017 : Die Boten des Todes
- 2017 : Mampf
- 2018 : Zombies from Sector 9
- 2018 : Stories of the dead
- 2018 : Herr Berger sucht einen Sohn
- 2018 : Magid Atidot